# جاي موريارتي
جاي موريارتي (بالإنجليزية: Jay Moriarity)‏ ‏(16 يونيو 1978 - 15 يونيو 2001) راكب أمواج أمريكي، من سانتا كروز كاليفورنيا.

## وصلات خارجية
- جاي موريارتي على موقع EncyclopediaOfSurfing.com (الإنجليزية)

1. ↑  "معلومات عن جاي موريارتي على موقع viaf.org". viaf.org. مؤرشف من الأصل في 2016-10-06.
2. ↑  "معلومات عن جاي موريارتي على موقع id.loc.gov". id.loc.gov. مؤرشف من الأصل في 2020-10-27.
3. ↑  "معلومات عن جاي موريارتي على موقع encyclopediaofsurfing.com". encyclopediaofsurfing.com. مؤرشف من الأصل في 2017-07-11.

*http://www.surfline.com/surfing-a-to-z/jay-moriarty-biography-and-photos_868/